# Operação Overlord
Operação Overlord foi o codinome para a Batalha da Normandia, uma operação dos Aliados que iniciou a invasão bem-sucedida da Europa Ocidental ocupada pelos alemães durante a Segunda Guerra Mundial. A operação teve início em 6 de junho de 1944, com os desembarques da Normandia (Operação Netuno, vulgarmente conhecido como Dia D). Um ataque aéreo de 1 200 aviões precedeu um desembarque anfíbio, envolvendo mais de cinco mil embarcações. Cerca de 160 mil homens cruzaram o canal da Mancha em 6 de junho e, com isso, mais de três milhões de soldados aliados estavam na França até o final de agosto.
A decisão de realizar uma invasão cruzando o canal em 1944 foi tomada na Conferência Trident, em Washington, D.C., em maio de 1943. O general Dwight D. Eisenhower foi nomeado comandante do Quartel-General Supremo das Forças Expedicionárias Aliadas (SHAEF) e o general Bernard Montgomery foi nomeado comandante do 21.º Grupo de Exército britânico, que compreendia todas as forças terrestres envolvidas na invasão. A costa da Normandia foi escolhida como o local da invasão, e os estadunidenses foram designados para desembarcar nas praias Utah e Omaha, os britânicos em Sword e Gold, enquanto os canadenses desembarcariam em Juno. 
Para enfrentar as adversidades esperadas, várias tecnologias especiais foram desenvolvidas, incluindo dois embarcadouros artificiais chamados de portos Mulberry e uma série de tanques especializados apelidados de Hobart's Funnies. Nos meses que antecederam a invasão os Aliados realizaram uma operação militar falsa, a Operação Bodyguard, usando desinformação eletrônica e visual. Esta operação enganou os alemães quanto à data e a localização dos principais pontos de desembarques dos aliados. Adolf Hitler nomeou o marechal-de-campo Erwin Rommel responsável pelo desenvolvimento de fortificações ao longo da Muralha do Atlântico, em antecipação a uma invasão.
Os Aliados não conseguiram alcançar seus objetivos para o primeiro dia, mas ganharam uma posição tênue que gradualmente foi expandida e capturaram o porto de Cherbourg em 26 de junho e a cidade de Caen em 21 de julho. Um contra-ataque das forças alemãs fracassou em 8 de agosto, levando cinquenta mil soldados do 7.º Exército alemão a serem capturados na Batalha do Bolso de Falaise. Os aliados iniciaram uma invasão do sul da França (Operação Dragão) em 15 de agosto, e libertaram Paris em 25 de agosto. As forças alemãs recuaram para o outro lado do Sena em 30 de agosto de 1944, marcando o fim da Operação Overlord.

## Preparativos para o Dia D
Em junho de 1940 o ditador alemão Adolf Hitler havia triunfado no que ele chamou de "a vitória mais famosa da história", a queda da França. A Força Expedicionária Britânica, que estava cercada ao longo da costa norte da França, foi capaz de evacuar mais de 338 mil soldados para a Inglaterra na evacuação de Dunquerque entre 27 de maio a 4 de junho de 1940. Planejadores britânicos informaram ao primeiro-ministro Winston Churchill em 4 de outubro que, mesmo com a ajuda de outros países da Commonwealth e dos Estados Unidos, não seria possível recuperar uma posição na Europa continental em um futuro próximo. Depois que os alemães invadiram a União Soviética em junho de 1941, o líder soviético Josef Stalin começou a pressionar os aliados para a criação de uma Segunda Frente na Europa Ocidental. Churchill recusou porque, mesmo com a ajuda dos americanos, ele sabia que os britânicos não possuíam forças suficientes para tal, e ele queria evitar ataques frontais dispendiosos como os que haviam ocorrido em Passchendaele e Somme na Primeira Guerra Mundial. Dois planos provisórios de codinome Operação Roundup e a Operação Sledgehammer foram apresentados em 1942-1943, mas também não foram considerados praticáveis pelos britânicos, ou com boa probabilidade de sucesso. Em vez disso, os aliados iniciaram a Invasão da Sicília em junho e da Itália, em setembro de 1943. Estas invasões forneceram uma valiosa experiência na guerra anfíbia.
A decisão de realizar uma invasão cruzando o canal em 1944 foi tomada na Conferência Trident, em Washington, D.C., em maio de 1943. Churchill queria que o ataque principal partisse da Frente do Mediterrâneo. Porém, os americanos, que forneciam a maior parte das tropas e equipamentos, rejeitaram-no. O tenente-general britânico Frederick E. Morgan foi nomeado Chefe do Estado-Maior do Comando Supremo Aliado (COSSAC), para iniciar o planejamento detalhado. Os planos iniciais foram limitados pelo número de embarcações de desembarque disponíveis, a maioria dos quais já estava em uso no Mediterrâneo e no Atlântico. Em parte por causa das lições aprendidas na Batalha de Dieppe, em 19 de agosto de 1942, os aliados decidiram não atacar diretamente um porto francês fortemente defendido em seus primeiros desembarques. O fracasso em Dieppe também destacou a necessidade de artilharia adequada e apoio aéreo, particularmente próximo aos navios especialmente desenvolvidos, capazes de navegar muito perto da costa. O curto alcance de operação dos aviões britânicos como o Spitfire e o Typhoon limitaram muito o número de potenciais locais de desembarque, pois um apoio aéreo abrangente dependia da disponibilidade de aviões operando o máximo de tempo possível. Frederick E. Morgan considerou quatro locais de desembarque: Bretanha, península do Cotentin, Normandia, e o Passo de Calais. Como a Bretanha e o Cotentin são penínsulas, teria sido possível para os alemães bloquear o avanço aliado em um istmo relativamente estreito, de modo que estes locais foram rejeitados.

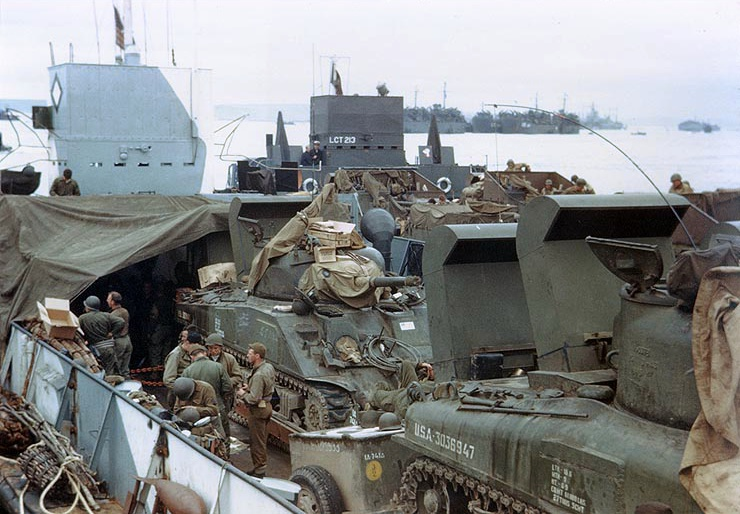
Tanques M4 Sherman do Exército dos Estados Unidos em uma embarcação de desembarque (LCT), pronto para a invasão da França, final de maio ou início de junho de 1944.

O passo de Calais é o ponto mais próximo da Europa continental a partir do Reino Unido e foi reconhecido como local de lançamento para foguetes V-1 e V-2, que ainda estavam em desenvolvimento. Os alemães consideravam que seria a zona de desembarque inicial mais provável, e por isso a região foi mais fortemente fortificada. Mas a região oferecia poucas oportunidades para a expansão, pois a área é delimitada por numerosos rios e canais, enquanto que os desembarques em uma ampla frente na Normandia permitiria ameaças simultâneas contra o porto de Cherbourg e os portos costeiros mais a oeste, na Bretanha, bem como um ataque por terra em direção a Paris e, posteriormente, para a Alemanha. A Normandia foi, portanto, escolhida como o melhor local de desembarque. A desvantagem mais grave da costa da Normandia era a falta de instalações portuárias, mas isso seria superado através do desenvolvimento de portos artificiais.
A equipe COSSAC planejou iniciar a invasão em 1.º de maio de 1944. A proposta inicial do plano foi aceita na Conferência de Quebec, em agosto de 1943. O general Dwight D. Eisenhower foi nomeado comandante do Quartel-General Supremo das Forças Expedicionárias Aliadas (SHAEF). O general Bernard Montgomery foi nomeado comandante do 21.º Grupo de Exército do Reino Unido, que compreendia todas as forças terrestres envolvidas na invasão. Em 31 de dezembro de 1943, Eisenhower e Montgomery viram pela primeira vez o plano de COSSAC, que propunha desembarques anfíbios em 3 divisões, com mais duas divisões de apoio. Os dois generais imediatamente insistiram que a escala da invasão inicial fosse ampliada para cinco divisões, com saltos de paraquedistas de três divisões adicionais, para permitir operações em uma frente mais larga e acelerar a captura do porto de Cherbourg. A necessidade de adquirir ou produzir embarcações de desembarque extras para a expansão da operação significava adiar a invasão para junho. Finalmente, 39 divisões aliadas foram comprometidas com a Batalha da Normandia: 22 americanas, doze britânicas, três canadenses, uma polonesa e uma francesa, totalizando mais de um milhão de soldados todos sob o comando do general britânico Bernard Montgomery.

### Plano de invasão dos aliados

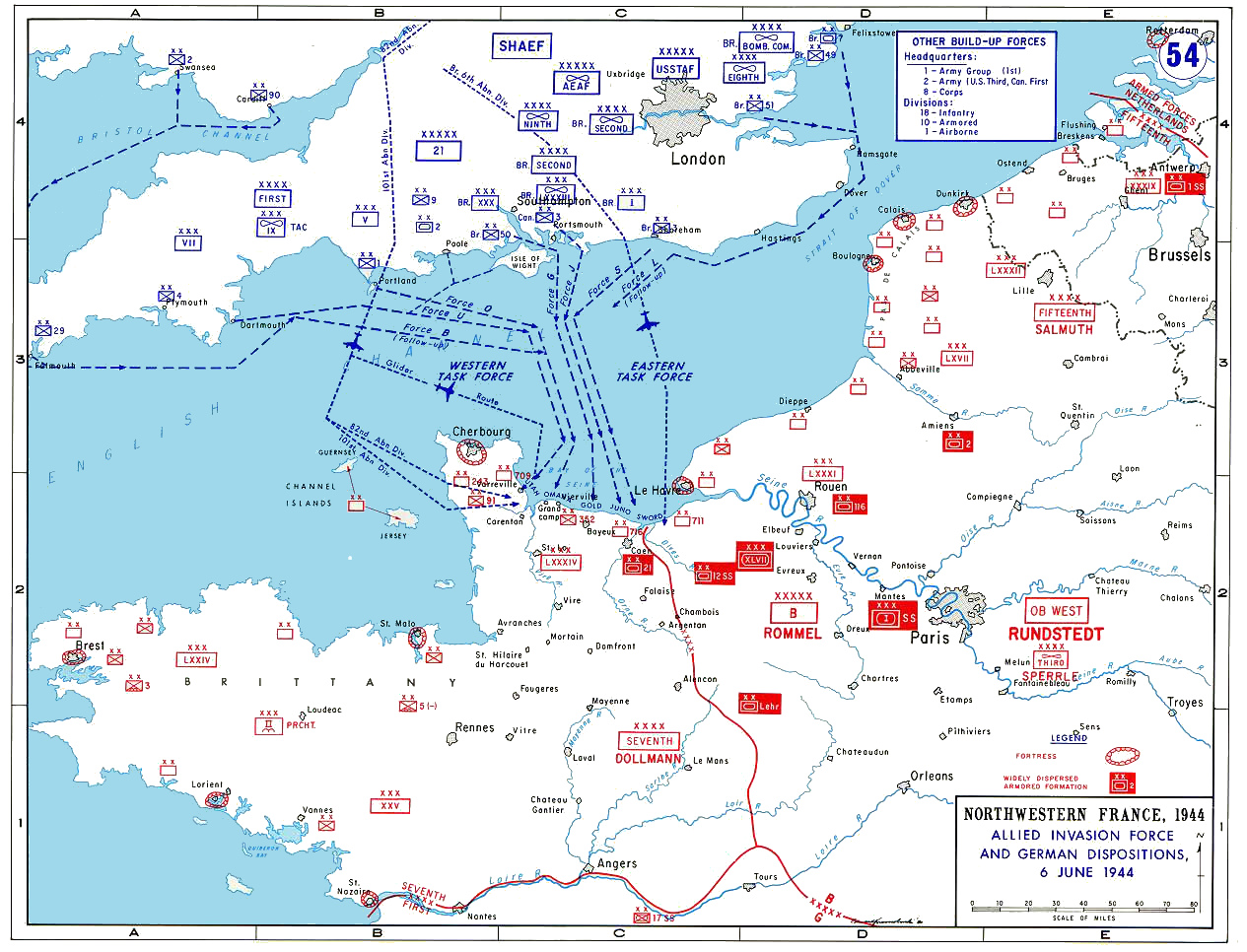
Rotas de desembarque no Dia D na Normandia.

"Overlord" foi o nome atribuído ao desembarque em grande escala no continente. Sua primeira fase, a invasão anfíbia e o estabelecimento de um ponto de apoio seguro, tinha o codinome de Operação Netuno. Para ganhar a superioridade aérea exigida para garantir uma invasão bem-sucedida, os aliados iniciaram uma campanha de bombardeio (codinome Operação Pointblank) para atingir as indústrias de aeronaves da Alemanha, fornecimento de combustível e aeroportos. No âmbito do Plano de Transportes, infraestrutura de comunicações e ligações rodoviárias e ferroviárias foram bombardeadas para cortar o norte da França e tornar mais difícil o recebimento de reforços. Estes ataques foram generalizados para evitar a revelação da localização exata da invasão. Elaboradas operações falsas foram planejadas para evitar que os alemães determinassem o momento e o local da invasão.
O litoral da Normandia foi dividido em 17 setores, com codinomes usando um alfabeto radiotelefônico a partir de Able, oeste de Praia de Omaha, a Roger no flanco leste de Praia de Sword. Oito novos setores foram acrescentados quando a invasão foi estendida para incluir a Praia de Utah, na Península do Cotentin. Setores foram subdivididos em praias identificadas pelas cores verde, vermelha e branca.
Os desembarques seriam precedidos por saltos de paraquedistas perto de Caen, no flanco oriental, para proteger as pontes do rio Orne, e o norte de Carentan no flanco ocidental. O objetivo inicial era conquistar Carentan, Isigny-sur-Mer, Bayeux e Caen. Os americanos, que desembarcariam em Utah e Omaha, deveriam cortar a península do Cotentin e capturar as instalações portuárias de Cherbourg. Os britânicos nas praias de Sword e Gold, e os canadenses em Juno, deveriam capturar Caen e formar uma linha de frente em Caumont-l'Éventé ao sudeste de Caen, a fim de proteger o flanco americano e estabelecer campos de pouso perto de Caen. A posse de Caen e seu entorno daria aos anglo-canadenses uma área de preparação adequada para um avanço ao sul e possibilitar a captura da cidade de Falaise. Um ponto seguro seria estabelecido na tentativa de manter todo o território capturado ao norte da linha Avranches-Falaise durante as três primeiras semanas. Os exércitos aliados, então, avançariam para a esquerda em direção ao rio Sena. Montgomery previa uma batalha de noventa dias, terminando quando todas as forças alcançassem o Sena.
A frota invasora, liderada pelo almirante sir Bertram Ramsay, foi dividida na Força-Tarefa-Naval-Ocidental (sob o comando do almirante Alan G. Kirk) para apoiar os setores americanos, e a Força-Tarefa-Naval-Oriental (liderada pelo almirante sir Philip Vian) nos setores britânicos e canadenses. As forças americanas do Primeiro Exército, lideradas pelo tenente-general Omar Bradley, eram compostas pelos VII Corps (Utah) e V Corps (Omaha). Do lado britânico, o tenente-general Miles Dempsey estava no comando do Segundo Exército, sob o qual  o XXX Corps foi designado para Gold e o I Corps para Juno e Sword. As forças terrestres estavam sob o comando de Montgomery e o comando aéreo foi atribuído ao marechal sir Trafford Leigh-Mallory. O Primeiro Exército canadense incluía soldados e unidades da Polônia, Bélgica e Países Baixos. Outras nações aliadas também participaram.

### Reconhecimento

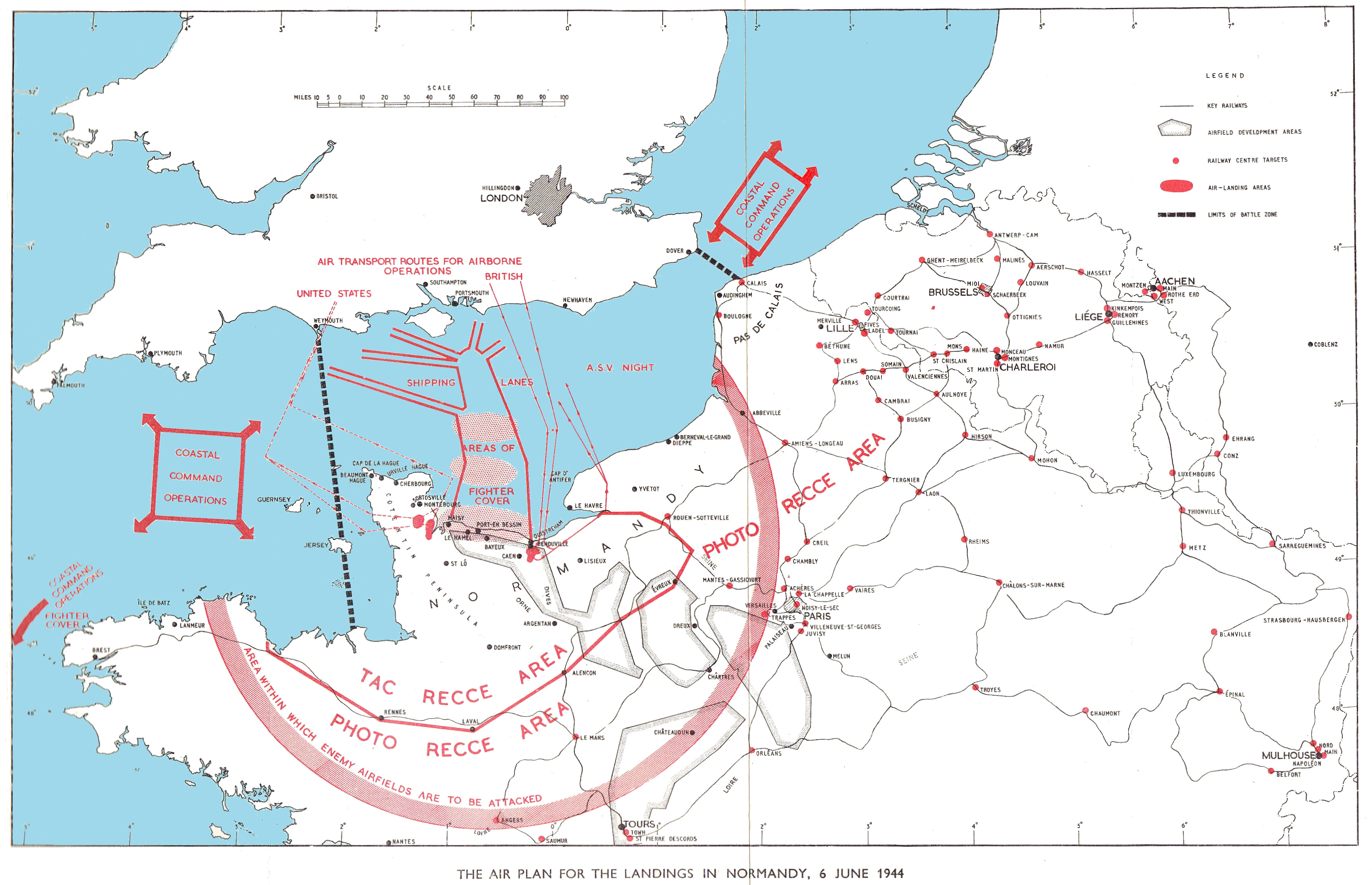
Mapa do plano aéreo para o desembarque dos Aliados na Normandia.

De abril de 1944 até o início da invasão, a Força Expedicionária Aérea Aliada realizou mais de 3,2 mil missões de reconhecimento por fotografias. Imagens do litoral foram feitas em altitudes extremamente baixas, a fim de mostrar aos invasores o terreno, obstáculos nas praias e estruturas defensivas como bunkers e plataformas de armas. Para evitar alertar os alemães sobre o local da invasão, este trabalho teve que ser realizado ao longo de todo o litoral europeu. Terrenos, pontes, posições de tropas e edifícios também foram fotografados, e em muitos casos, de vários ângulos, para dar aos aliados o máximo de informação possível. Membros do Departamento de Operações Combinadas clandestinamente prepararam mapas detalhados do porto, incluindo sondagens de profundidade.
Um apelo anunciado pela BBC para que pessoas enviassem fotos e cartões postais da Europa resultou em mais de dez milhões de itens, alguns dos quais se revelaram úteis. Informações coletadas pela resistência francesa ajudaram a fornecer detalhes sobre os movimentos de tropas e técnicas de construção utilizadas pelos alemães para bunkers e outras instalações de defesa.
Muitas mensagens de rádio alemãs eram codificadas usando a máquina Enigma e outras técnicas de encriptação, e os códigos eram alterados com frequência. Uma equipe de decifradores de códigos posicionados em Bletchley Park foi a responsável por quebrar cada novo código o mais rápido possível, para fornecer informações antecipadas sobre os planos alemães e os movimentos de tropas. A inteligência militar britânica chamava de Ultra as informações obtidas desta forma, uma vez que só poderiam ser fornecidas para o nível superior de comandantes. O código Enigma usado pelo marechal-de-campo Gerd von Rundstedt, Oberbefehlshaber West, comandante na Frente Ocidental, foi quebrado no final de março. Os códigos da Enigma foram alterados logo após o desembarque dos aliados em 6 de junho, mas até 17 de junho os aliados foram novamente capazes de interpretar os sinais interceptados.

### Tecnologia

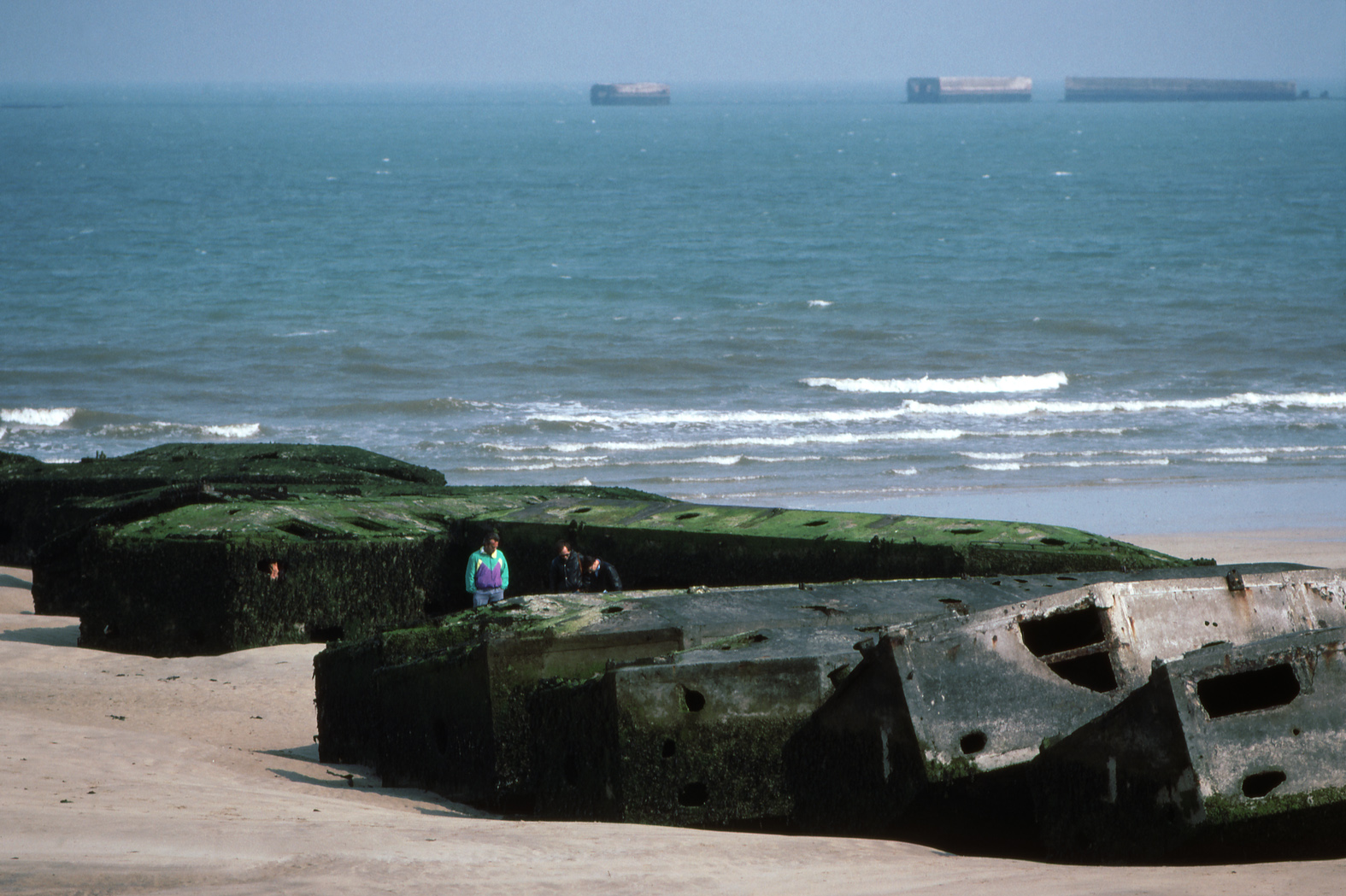
Restos do porto Mulberry B em Arromanches-les-Bains (Gold), em 1990.

Em resposta às lições aprendidas no ataque desastroso de Dieppe, os aliados desenvolveram novas tecnologias para ajudar a garantir o sucesso da operação. Para suplementar os bombardeios marítimos e ataques aéreos preliminares, algumas das embarcações de desembarque foram equipadas com artilharia e armas antitanque para fornecer fogo de apoio próximo. Os aliados haviam decidido não atacar imediatamente qualquer um dos portos franceses fortemente protegidos. Então, dois portos artificiais, chamados portos Mulberry, foram projetados. Cada conjunto consistia de um quebra-mar flutuante externo, caixotões preenchidos internamente com concreto (chamados de quebra-mares Phoenix) e vários píeres flutuantes. Os portos Mulberry foram complementados com abrigos flutuantes (codinome Gooseberries). Com a expectativa de que seria difícil ou impossível de se obter combustível  no continente, os aliados criaram o Pipe-Line Under The Ocean (PLUTO). Tubos especiais de 7,6 centímetros de diâmetro seriam colocados sob o Canal, da Ilha de Wight até Cherbourg, até o Dia D mais 18 dias. Problemas técnicos e atrasos na captura de Cherbourg fizeram com que o gasoduto não estivesse operacional até 22 de setembro. Uma segunda linha foi instalada partir de Dungeness até Bolonha no final de outubro.
O exército britânico construiu uma série de tanques especiais, apelidados de Hobart's Funnies, para lidar com condições esperadas durante a campanha da Normandia. Desenvolvidos sob a supervisão do major-general Percy Hobart, estes eram tanques M4 Sherman e Churchill especialmente modificados. Exemplos incluem o tanque Sherman Crab (equipado com detector de minas), o Churchill Crocodile (com lançador de chamas) e o Armoured Ramp Carrier, com rampa, que outros tanques poderiam usar como uma ponte ou para superar outros obstáculos. Em algumas áreas, as praias consistiam de uma argila macia, que não suportaria o peso de tanques. O tanque Bobbin iria superar esse problema por meio da implantação de um rolo de esteiras sobre a superfície macia,  deixando o material no local para criar um caminho para os tanques mais convencionais. O Veículo Blindado dos Engenheiros Reais (AVREs) foi modificado para muitas tarefas, incluindo a colocação de pontes e o disparo de grandes cargas em bunkers. O tanque Duplex-Drive (tanque DD), outro projeto desenvolvido pelo grupo de Hobart, era um tanque anfíbio motorizado com uma tela de lona impermeável inflada com ar comprimido. Estes tanques inundavam facilmente, e no Dia D muitos afundaram antes de chegar à costa, especialmente em Omaha.

### Operação falsa
Nos meses que antecederam a invasão os aliados realizaram a Operação Bodyguard, uma estratégia destinada a enganar os alemães quanto à data e a localização dos principais desembarques dos aliados. A Operação Fortitude incluía a Fortitude Norte, uma campanha de desinformação usando tráfego de rádio falso para confundir os alemães, que esperaram um ataque contra a Noruega, e a Fortitude Sul, uma importante manobra falsa destinada a levar os alemães a acreditarem que o desembarque ocorreria em Passo de Calais, em julho. O fictício Primeiro Grupo de Exércitos dos Estados Unidos foi criado, supostamente localizado em Kent e Sussex sob o comando do tenente-general George S. Patton. Os aliados construíram tanques, caminhões e embarcações de desembarque falsos, e os posicionaram perto da costa. Várias unidades militares, incluindo II Corpo Canadense e a 2.ª Divisão Canadense, foram transferidas para a área para reforçar a ilusão de que uma grande força estava se reunindo ali. Assim como a transmissão de tráfego de rádio falso, mensagens de rádio verdadeiras do 21.º Grupo de Exércitos foram encaminhadas a Kent via linha terrestre e, em seguida, transmitidas, para dar aos alemães a impressão de que a maioria das tropas aliadas estava posicionada ali. Patton ficou posicionado na Inglaterra até 6 de julho, mantendo assim a crença dos alemães em um segundo ataque que ocorreria em Calais. Soldados e civis estavam cientes da necessidade do segredo, e as tropas de invasão foram, tanto quanto possível, mantidas isoladas, especialmente no período imediatamente antes da invasão. Um general americano foi enviado de volta para os Estados Unidos por desonra depois de revelar a data da invasão em uma festa.
Os alemães pensavam possuir uma extensa rede de espiões que operavam no Reino Unido, mas na verdade todos os seus agentes haviam sido capturados, e alguns haviam se tornado agentes duplos, trabalhando para os aliados, como parte do Sistema Double Cross. O agente duplo Juan Pujol Garcia, um oponente espanhol dos nazistas conhecido pelo codinome "Garbo", desenvolveu ao longo dos dois anos que antecederam o Dia D uma rede falsa de informantes, que os alemães acreditavam estar coletando informações a seu favor. Nos meses anteriores ao Dia D, Pujol enviou centenas de mensagens a seus superiores em Madrid, especialmente preparadas pelo serviço de inteligência britânico para convencer os alemães de que o ataque ocorreria em julho, em Calais.
Muitas das estações de radar da Alemanha na costa francesa foram destruídas, em preparação para o desembarque. Na noite antes da invasão, na Operação Taxable, o Esquadrão 617 da RAF despejou folhas metálicas que causaram retornos nos radares, equivocadamente interpretados pelos operadores alemães como um comboio naval. A ilusão foi reforçada por um grupo de pequenos barcos rebocando balões barragem. As folhas metálicas também foram despejadas pelo Esquadrão 218 da RAF perto de Boulogne-sur-Mer na Operação Glimmer. Na mesma noite, um pequeno grupo de operadores do Serviço Aéreo Especial (SAS) soltou paraquedistas fictícios sobre Le Havre e Isigny-sur-Mer. Estes manequins levaram os alemães a acreditar que um ataque aéreo estava ocorrendo.

### Treinamento e segurança

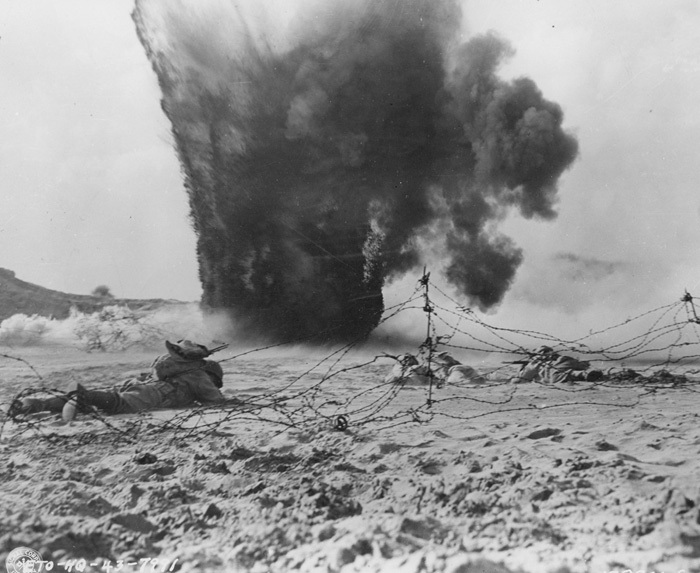
Treinamento de exercício com munição real.

Exercícios de treinamento para os desembarques ocorreram desde julho de 1943. Como a praia vizinha lembrava o local de desembarque planejado na Normandia, a cidade de Slapton, em Devon, foi evacuada em dezembro de 1943 e ocupada pelas forças armadas como um local para exercícios de treinamento, que incluíram o uso de embarcações de desembarque e manejo de obstáculos de praia. Um incidente de fogo amigo ocorreu ali em 27 de abril de 1944, resultando em 450 mortos. No dia seguinte, mais 749 soldados e marinheiros americanos foram mortos quando torpedeiros alemães surpreenderam a Força de Assalto "U" quando realizava o Exercício Tiger. Exercícios com embarcações de desembarque e munição real também aconteceram no Centro de Formação Combinada em Inveraray, Escócia. Exercícios navais ocorreram na Irlanda do Norte, e equipes médicas em Londres e em outros lugares ensaiaram como iriam lidar com as ondas esperadas de vítimas. Paraquedistas realizaram exercícios, incluindo um enorme desembarque de demonstração em 23 de março de 1944, observado por Churchill, Eisenhower e outros oficiais superiores.
A surpresa tática foi considerada um elemento necessário do plano de desembarque. As informações sobre a data e o local do desembarque exato foram fornecidas apenas para os níveis mais altos das forças armadas. Os homens foram confinados em seus alojamentos no final de maio, sem nenhuma comunicação adicional com o exterior. As tropas foram orientadas com mapas corretos em todos os detalhes, exceto pelos nomes dos lugares, e a maioria só soube do seu destino real quando já estava no mar. A eficácia das operações de despistagem foi aumentada por um blecaute de notícias na Grã-Bretanha. Viagens de e para a República da Irlanda foram proibidas, e o movimento dentro de alguns quilômetros da costa da Inglaterra foi restringido.

### Previsão do tempo
Os planejadores da invasão especificaram um conjunto de condições para o momento da invasão, que eram possíveis somente em alguns dias de cada mês. A lua cheia era desejável, pois iria fornecer iluminação para os pilotos das aeronaves e proporcionaria as maiores marés. Os aliados queriam agendar os desembarques para pouco antes do amanhecer, a meio caminho entre a baixa e a alta maré. Isso melhoraria a visibilidade dos obstáculos que o inimigo havia colocado na praia e minimizaria o tempo em que os homens estariam expostos a céu aberto. Critérios específicos também foram definidos para a velocidade do vento, visibilidade e cobertura das nuvens. Eisenhower havia selecionado provisoriamente 5 de junho como a data para o desembarque. No entanto, em 4 de junho as condições eram claramente inadequadas para o desembarque; ventos fortes e o mar agitado tornavam impossível o desembarque, e nuvens baixas impediriam as aeronaves de encontrar seus alvos.
Na noite de 4 de junho a equipe de meteorologia dos aliados, liderada pelo capitão James Stagg da Força Aérea Real, previu que o tempo iria melhorar o suficiente para que a invasão pudesse ir em frente em 6 de junho. Ele se reuniu com Eisenhower e outros comandantes superiores na sua sede na Southwick House para discutir a situação. General Montgomery e o major-general Walter Bedell Smith, chefe de gabinete de Eisenhower, estavam ansiosos para iniciar a invasão. O almirante Bertram Ramsay estava preparado para liberar seus navios, enquanto o marechal-aéreo Trafford Leigh-Mallory manifestou preocupação de que as condições seriam desfavoráveis para os aviões aliados. Depois de muita discussão, Eisenhower decidiu que a invasão deveria ir em frente. O controle aliado do Atlântico significava que os meteorologistas alemães não tinham acesso a tanta informação quanto os aliados sobre as condições climáticas. Como o centro de meteorologia da Luftwaffe em Paris estava prevendo duas semanas de tempestades, muitos comandantes da Wehrmacht deixaram os seus postos para participar de jogos de guerra em Rennes, e homens em muitas unidades tiraram folga. O marechal-de-campo Erwin Rommel voltou à Alemanha para o aniversário de sua esposa e para se encontrar com Hitler para tentar obter mais Panzers.
Se Eisenhower tivesse adiado a invasão, a próxima data disponível com a combinação correta de marés (mas sem a lua cheia desejável) seria duas semanas depois, de 18 a 20 de junho. Acontece que durante este período eles teriam encontrado uma grande tempestade com duração de quatro dias, entre 19 e 22 de junho, que teria tornado o desembarque impossível de acontecer.

### Preparativos das defesas alemãs

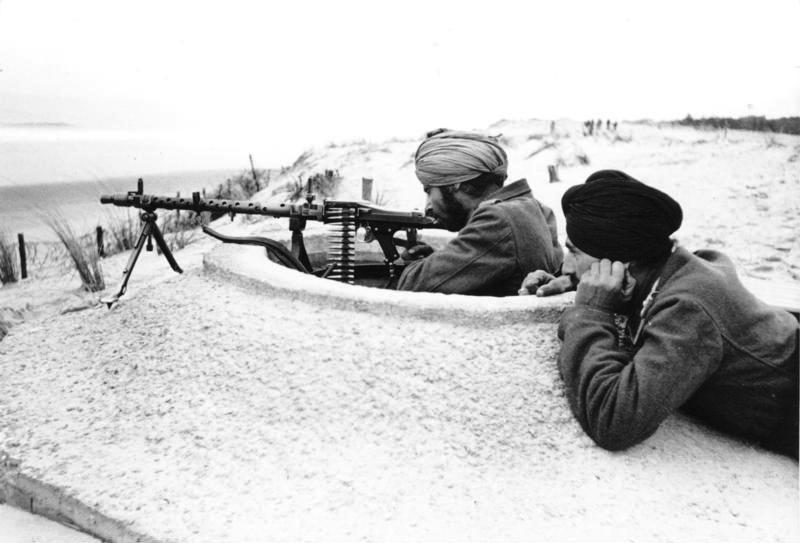
Tropas do Indische Legion guardando a Muralha do Atlântico, na França em 21 de março de 1944.

A Alemanha Nazista tinha à sua disposição cinquenta divisões na França e nos Países Baixos, e outras 18 estavam posicionadas na Dinamarca e na Noruega. Quinze divisões estavam em processo de formação na Alemanha, mas não havia nenhuma reserva estratégica. A região de Calais era defendida pelo 15.º Exército e a Normandia pelo 7.º Exército, comandado pelo Generaloberst (coronel-general) Friedrich Dollmann. As perdas nos combates durante a guerra, particularmente na Frente Oriental, significavam que os alemães já não tinham de onde tirar soldados capazes de lutar. Os soldados alemães eram agora, em média, seis anos mais velhos do que os aliados. Muitos na área da Normandia eram Ostlegionen (legiões orientais), recrutas e "voluntários" do Turquestão, União Soviética, Mongólia e outros lugares. Eles estavam armados principalmente com equipamentos pouco confiáveis capturados e não possuíam transporte motorizado. Unidades que chegaram mais tarde, como a 12.ª Divisão Panzer SS Hitlerjugend, eram em sua maioria jovens e muito mais bem equipados e treinados do que as tropas estáticas posicionadas ao longo da costa.

#### Muralha do Atlântico

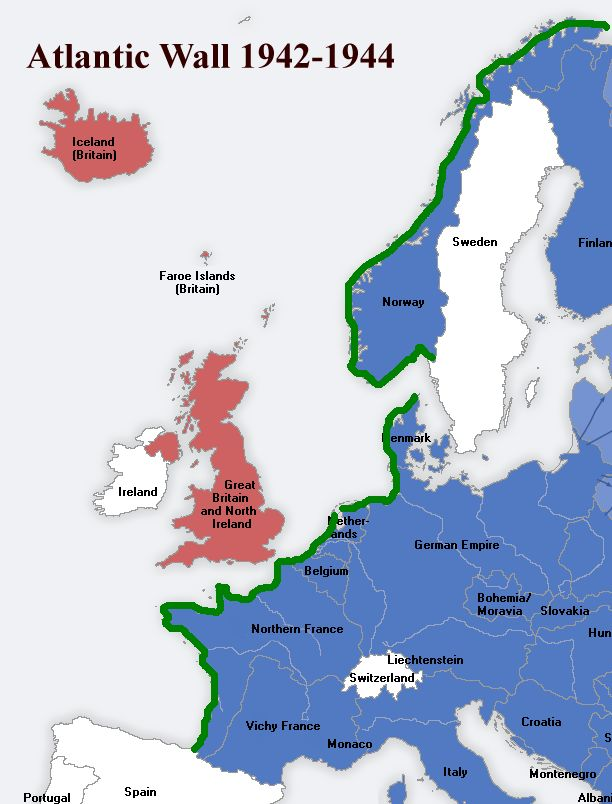
Mapa da Muralha do Atlântico.

Alarmado com as incursões em St Nazaire e Dieppe em 1942, Hitler ordenou a construção de fortificações ao longo de toda a costa do Atlântico, da Espanha à Noruega, para se proteger contra uma invasão aliada. Ele imaginou 15 mil posições ocupadas por trezentos mil soldados, mas devido à escassez, principalmente de concreto e mão de obra, a maior parte das fortificações nunca foi construída. Como era o local esperado da invasão, Passo de Calais foi fortemente defendido. Na área da Normandia, as melhores fortificações foram concentradas nas instalações portuárias de Cherbourg e Saint-Malo.
Um relatório da Rundstedt a Hitler em outubro de 1943, relativo às fracas defesas na França, conduziu à nomeação de Rommel para supervisionar a construção de novas fortificações ao longo da frente da invasão esperada, que se estendia dos Países Baixos até Cherbourg. Rommel recebeu o comando do recém-formado Grupo de Exércitos B, que incluía o 7.º e o 15.º Exércitos e as forças que guardavam os Países Baixos. A estrutura de comando confusa da Alemanha Nazista tornou difícil para Rommel alcançar sua tarefa. Ele não foi autorizado a dar ordens para a Organisation Todt, que era comandado pelo ministro do armamento Albert Speer, por isso, em alguns lugares ele teve que ceder soldados para fazer o trabalho de construção.

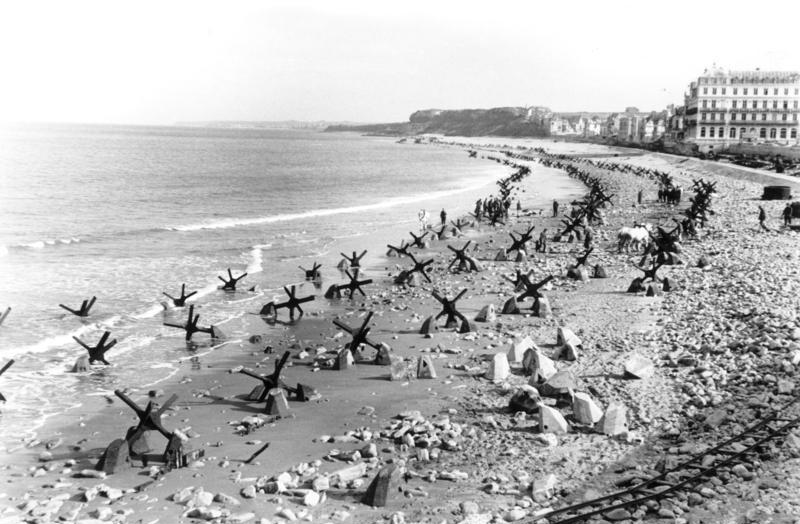
Obstáculos de praia em Passo de Calais em 18 de abril de 1944.

Rommel acreditava que a costa da Normandia era um possível ponto de desembarque para a invasão, então ele ordenou a construção de extensas posições defensivas ao longo daquela costa. Além de plataformas de concreto para armas em pontos estratégicos ao longo da costa, Rommel ordenou que se colocassem estacas de madeira, tripés de metal, minas e grandes obstáculos antitanque na praia para atrasar a aproximação das embarcações de desembarque e impedir o movimento de tanques. Esperando o desembarque dos aliados durante a maré alta para que a infantaria pudesse passar menos tempo exposta na praia, ele ordenou que muitos desses obstáculos fossem colocados na marca da maré alta. Emaranhados de arame farpado, armadilhas e a remoção de vegetação rasteira fez com que a aproximação da infantaria fosse perigosa. Por ordem de Rommel, o número de minas ao longo da costa triplicou. Dada a supremacia aérea dos aliados (4 029 aviões aliados foram designados para as operações na Normandia, mais 5 514 aeronaves que foram designadas ao bombardeio e à defesa, contra 570 aviões da Luftwaffe posicionados na França e nos Países Baixos), estacas armadilhadas conhecidas como Rommelspargel ("aspargos de Rommel") foram colocados em prados e campos para impedir os desembarques aéreos.

#### Reserva motorizada
Rommel, acreditando que a melhor chance dos alemães era de parar a invasão na praia, solicitou que as reservas motorizadas, especialmente os tanques, fossem posicionadas o mais próximo possível da costa. Gerd von Rundstedt, o general Leo Geyr von Schweppenburg (comandante do Grupo Panzer Ocidental) e outros comandantes superiores acreditavam que a invasão não poderia ser interrompida nas praias. Schweppenburg defendeu uma doutrina convencional: manter as formações Panzer concentradas em uma posição central em torno de Paris e Rouen e implantá-las somente quando a principal carga dos aliados fosse identificada. Schweppenburg também observou que na Campanha da Itália os blindados posicionados perto da costa haviam sido destruídos pelo bombardeio naval. A opinião de Rommel era que, por causa da imensa superioridade aérea dos aliados, o movimento em grande escala de tanques não seria possível uma vez que a invasão já estivesse em andamento. Hitler tomou a decisão final, que deixou três divisões sob o comando de Schweppenburg e deu para Rommel o controle operacional de três divisões de tanques como reservas. Hitler assumiu o controle pessoal de quatro divisões como reservas estratégicas, que não deveriam ser usados sem as suas ordens diretas.

## A invasão
Vocês estão prestes a embarcar na Grande Cruzada, para o qual temos lutando todos esses meses. Os olhos do mundo estão sobre vocês. As esperanças e orações de pessoas amantes da liberdade em toda parte marcham com vocês. Em companhia de nossos bravos aliados e irmãos de armas em outras frentes, vocês vão trazer a destruição da máquina de guerra alemã, a eliminação da tirania nazista sobre os povos oprimidos da Europa, e segurança para nós mesmos em um mundo livre.— Dwight D. Eisenhower Carta para as Forças Aliadas

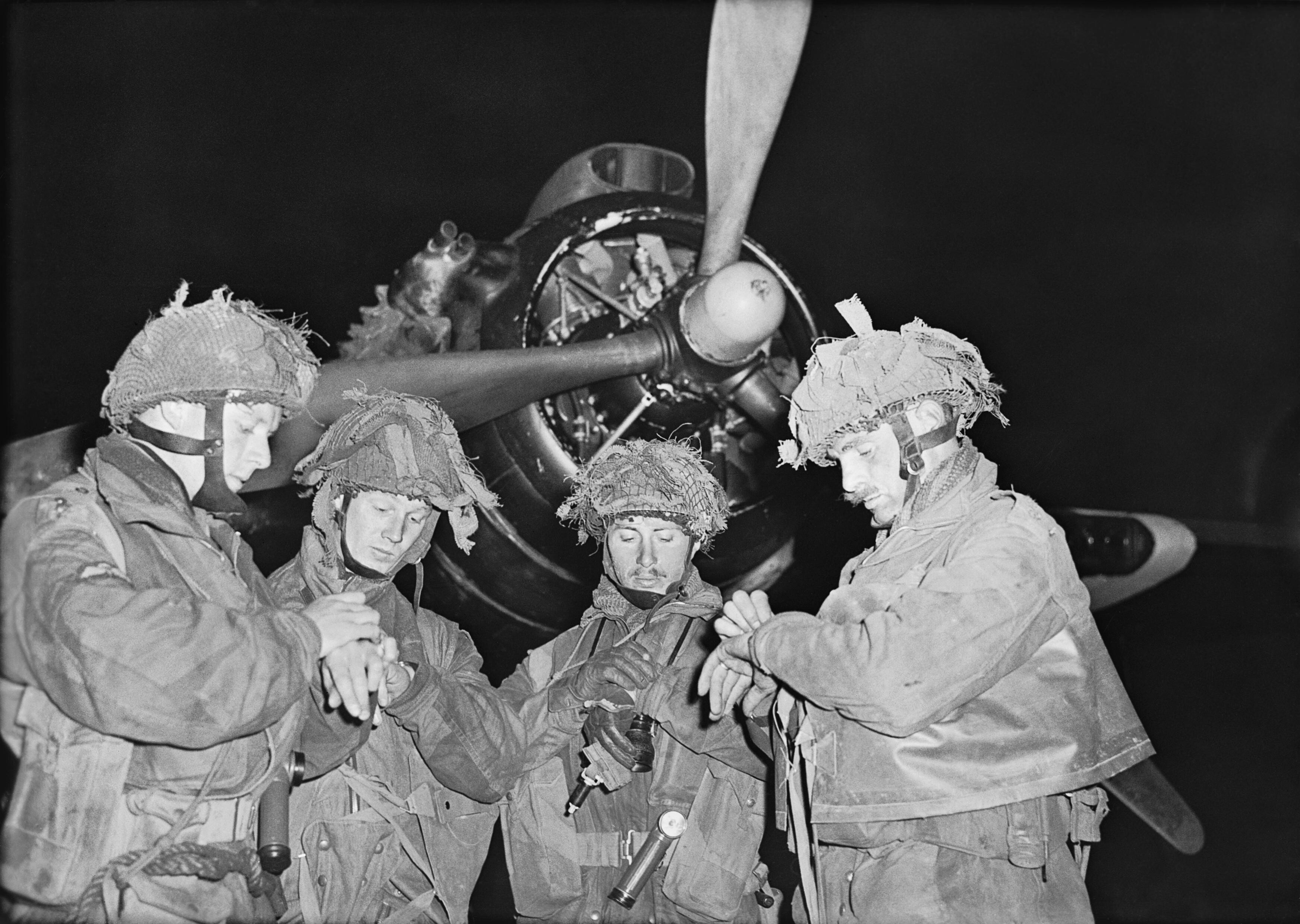
Pathfinder britânicos sincronizando seus relógios em frente a um Armstrong Whitworth Albemarle.

Até maio de 1944 1,5 milhão de soldados americanos haviam chegado ao Reino Unido. A maioria foi alojada em acampamentos temporários no sudoeste da Inglaterra, prontos para se moverem através do canal para a seção ocidental da zona de desembarque. As tropas britânicas e canadenses foram alojadas em acomodações mais para o leste, distribuídas a partir de Southampton até Newhaven, e até mesmo na costa leste para os homens que chegariam mais tarde. Um sistema complexo chamado Controle de Movimentação assegurou que os homens e veículos saíssem dentro do cronograma dos vinte pontos de partida. Alguns homens tiveram que ocupar suas embarcações quase uma semana antes da partida. Os navios se encontraram em um ponto de encontro (apelidado de Piccadilly Circus) a sudeste da Ilha de Wight para montar comboios para atravessar o Canal da Mancha. Detectores de minas começaram a limpar os corredores para a navegação na noite de 5 de junho, e milhares de bombardeiros decolaram antes do amanhecer para atacar as defesas costeiras. Cerca de 1 200 aeronaves partiram da Inglaterra pouco antes da meia-noite, para transportar três divisões aerotransportadas para as zonas de salto atrás das linhas inimigas várias horas antes do desembarque na praia. A 82.ª e a 101.ª Divisões Aerotransportadas americanas foram encaminhadas a objetivos na Península do Cotentin a oeste de Utah. A 6.ª Divisão Aerotransportada britânica foi designada para capturar intactas as pontes sobre o Canal de Caen e do rio Orne. Ao 4.° batalhão SAS de 538 homens da França Livre foram atribuídos objetivos na Bretanha (Operação Dingson e Operação Samwest). Cerca de 132 mil homens foram transportados pelo mar no Dia D, e mais 24 mil pelo ar. Os bombardeios navais preliminares de cinco navios de guerra, vinte cruzadores, 65 destróieres e dois monitores começaram às 5h45min e continuaram até 6h25min. A infantaria começou a chegar nas praias em torno das 6h30min.

### As praias

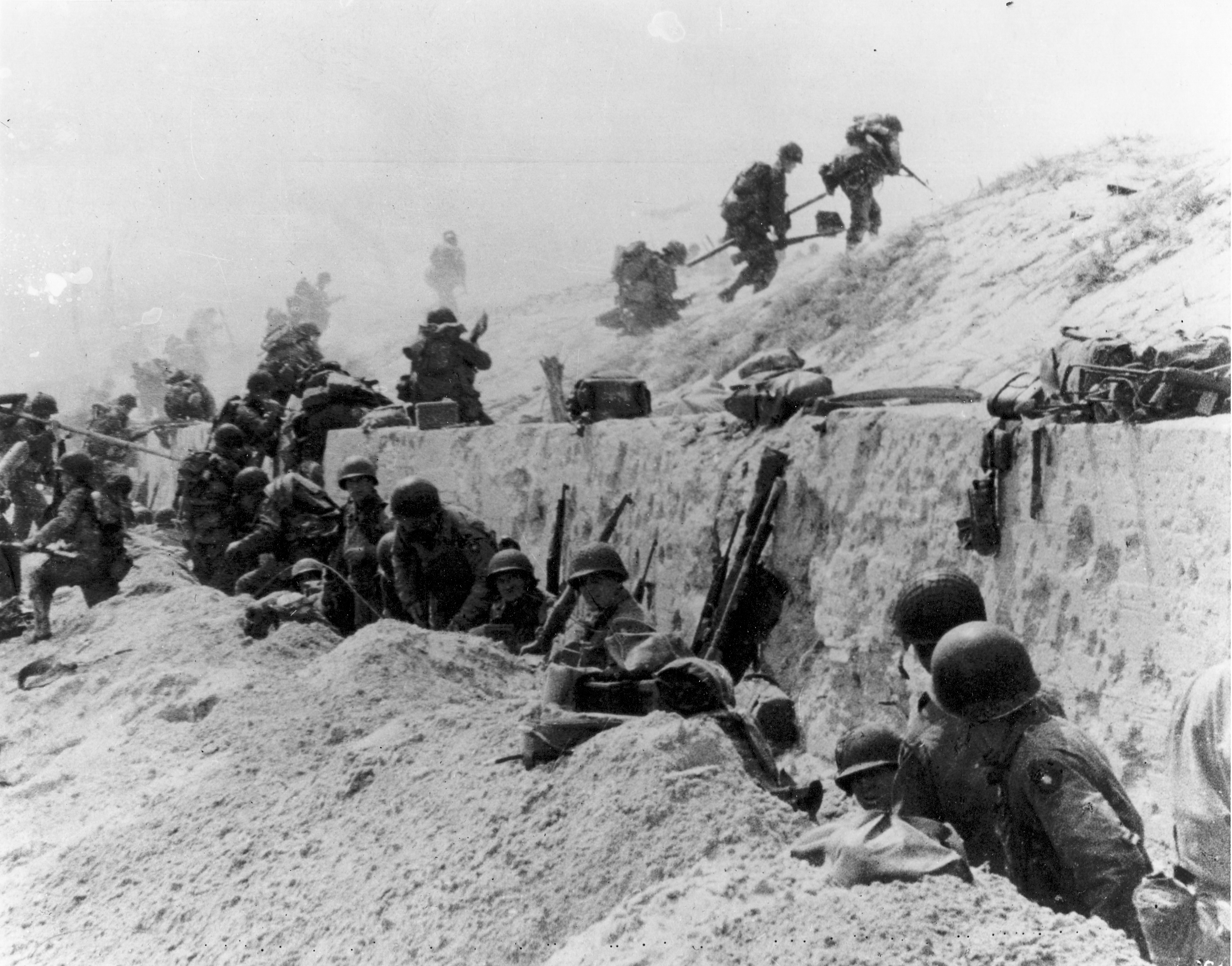
O avanço da infantaria sobre um muro de contenção do mar em Utah.

A embarcações que levavam a 4.ª Divisão de Infantaria dos Estados Unidos para Utah foram empurradas pela corrente para um local cerca de 1 800 metros ao sul da sua zona de desembarque prevista. As tropas encontraram uma resistência leve, sofrendo menos de duzentas baixas. Seus esforços para empurrar os alemães ficaram muito aquém das suas metas para o primeiro dia, mas eles foram capazes de avançar 6,4 quilômetros, fazendo contato com a 101.ª Divisão Aerotransportada. Os desembarques no ar a oeste de Utah não foram muito bem-sucedidos, já que apenas dez por cento dos paraquedistas chegaram em suas zonas de salto corretas. Reunir os homens em unidades de combate ficou difícil pela escassez de rádios e pelo terreno, com suas cercas vivas, muros de pedra e pântanos. A 82.ª Divisão Aerotransportada capturou o seu principal objetivo em Sainte-Mère-Église e trabalhou para proteger o flanco ocidental. Seu fracasso em capturar as pontes no rio Merderet resultou em um atraso no bloqueio da Península do Cotentin. A 101.ª Divisão Aerotransportada ajudou a proteger o flanco sul e capturou o bloqueio no rio Douve em La Barquette, mas não cumpriu a meta de capturar as pontes próximas no primeiro dia.
Em Pointe du Hoc, a tarefa para os duzentos homens do 2.º Batalhão Ranger dos Estados Unidos, comandados pelo tenente-coronel James Earl Rudder, foi escalar os penhascos de trinta metros com cordas e escadas para destruir a bateria de armas lá localizadas. Embora sob o fogo do alto, os homens escalaram o penhasco, apenas para descobrir que as armas já haviam sido retiradas. Os Rangers localizaram as armas, desprotegidas mas prontas para uso, em um pomar a cerca de 550 metros ao sul do ponto, e as destruíram. Sob ataque, os homens no ponto ficaram isolados, e alguns foram capturados. Ao amanhecer do dia D+1, Rudder tinha apenas noventa homens capazes de lutar. O reforço só veio no Dia D+2, quando chegaram os membros do 743° Batalhão de Tanques.
Omaha, a praia mais fortemente defendida, foi designada para a 1.ª Divisão de Infantaria dos Estados Unidos, suplementada com soldados da 29.ª Divisão de Infantaria. Eles enfrentaram a 352.ª Divisão de Infantaria da Alemanha, em vez do único regimento esperado. Fortes correntes forçaram muitas embarcações de desembarque a ir para leste de sua posição ou lhes causaram atrasos. As baixas foram mais pesadas do que todas as outras praias combinadas, pois os homens foram submetidos ao fogo dos penhascos acima. Problemas na limpeza de obstruções da praia levaram à interrupção de mais desembarques de veículos às 8h30min. Um grupo de destróieres chegou neste momento para oferecer suporte de fogo de artilharia. Sair da praia só foi possível através de cinco barrancos, e no final da manhã apenas seiscentos homens haviam chegado ao ponto mais alto. Ao meio-dia, o fogo de artilharia cobrou seu preço e os alemães começaram a ficar sem munição, assim os americanos foram capazes de limpar algumas faixas sobre as praias. Eles também começaram a limpar os bunkers das defesas inimigas para que os veículos pudessem sair da praia. A frágil cabeça-de-ponte foi ampliada ao longo dos dias seguintes, e os objetivos do Dia D foram realizados no D+3.

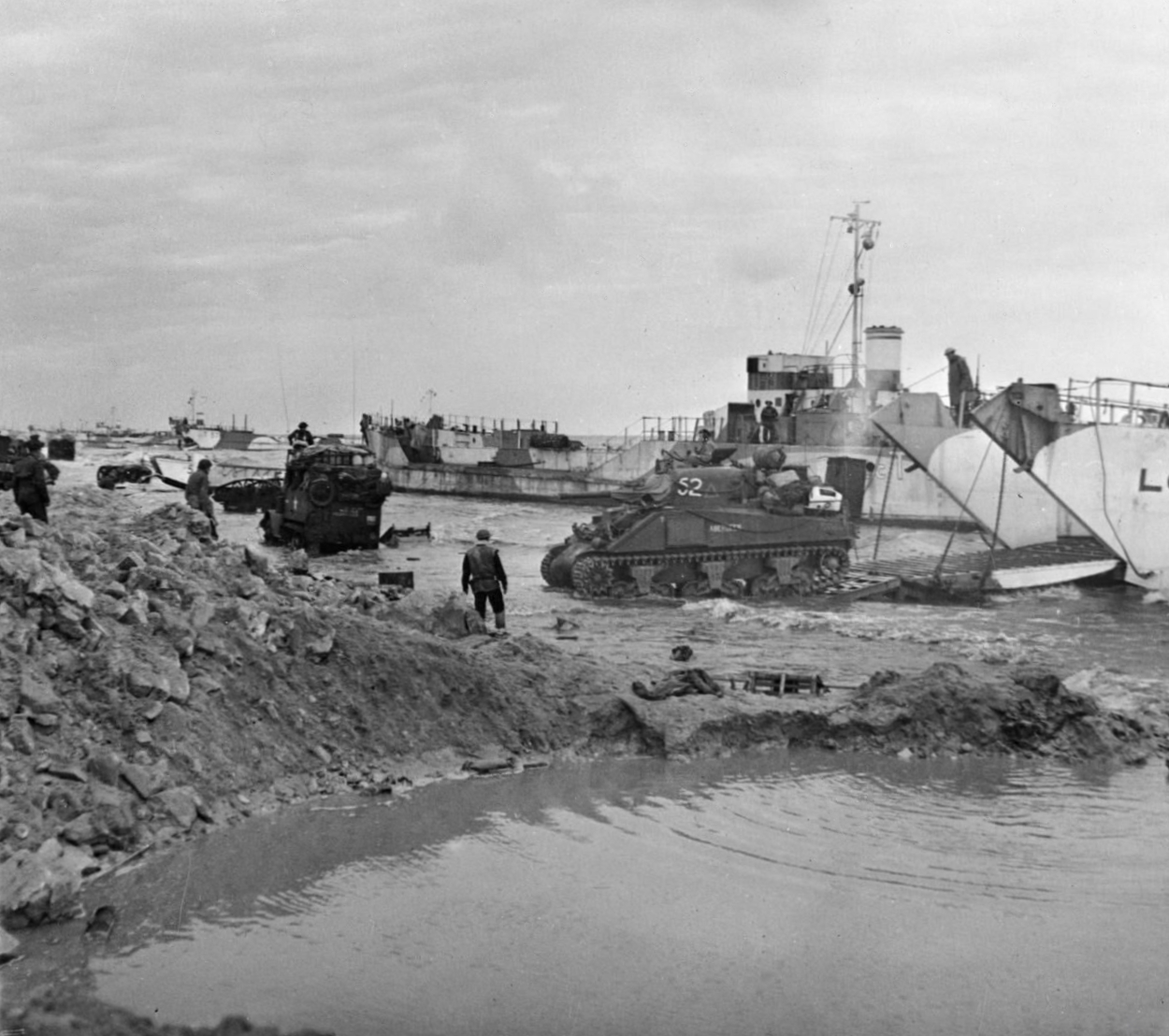
Praia de Gold, 7 de junho de 1944.

Na Praia de Gold, ventos fortes dificultaram a ação das embarcações de desembarque, e os tanques anfíbios DD foram desembarcados perto da costa ou diretamente na praia, em vez de mais longe como planejado. Ataques aéreos não conseguiram atingir o canhão de 75 mm em Le Hamel, que continuou a causar danos até às 16h. No flanco ocidental, o Regimento Real de Hampshire capturou Arromanches-les-Bains (futuro local da Mulberry "B"), e foi feito contato no flanco oriental com as forças canadenses em Juno.
Desembarques da infantaria em Juno sofreram atrasos por causa do mar agitado, e os homens chegaram antes dos blindados de apoio, sofrendo muitas baixas durante o desembarque. A maioria dos bombardeios marítimos não acertou as defesas alemãs. Apesar destas dificuldades, os canadenses rapidamente limparam a praia e criaram duas saídas para os vilarejos acima. Atrasos em tomar Bény-sur-Mer levou ao congestionamento na praia, porém ao anoitecer as cabeças-de-ponte em Juno e Gold cobriam uma área de 19 quilômetros de largura e dez quilômetros de comprimento. As baixas em Juno foram de 961 homens.
Em Sword, 21 de 25 tanques DD chegaram em segurança em terra para dar cobertura para a infantaria, que começou a desembarcar às 7h30min, rapidamente limpou a praia e criou várias saídas para os tanques. Dadas as condições do vento, a maré veio mais rápido do que o esperado, tornando as manobras dos tanques difíceis. A Infantaria Leve do Rei de Shropshire avançou a pé a até alguns quilômetros de Caen, mas teve que recuar devido à falta de apoio dos blindados. Às 16h, a 21.ª Divisão Panzer alemã avançou com um contra-ataque entre Sword e Juno e quase conseguiu chegar à costa. Eles encontraram forte resistência da 3.ª Divisão Mecanizada do Reino Unido e logo foram chamados para auxiliar na área entre Caen e Bayeux.
Os primeiros componentes dos portos Mulberry foram trazidos ao longo do Dia D+1 e as estruturas estavam em uso para descarga em meados de junho. Um foi construído em Arromanches por forças britânicas, o outro em Omaha por forças americanas. Tempestades severas em 19 de junho interromperam o desembarque de suprimentos e destruíram o porto de Omaha. O porto em Arromanches reparado era capaz de receber cerca de seis mil toneladas de material por dia e ficou em uso contínuo pelos dez meses seguintes, mas a maioria das cargas foi trazida ao longo das praias, até que o porto de Cherbourg fosse limpo de minas e obstruções em 16 de julho.
As baixas dos aliados no primeiro dia foram de pelo menos dez mil homens, com 4 414 mortos confirmados. Os alemães perderam mil homens. Os planos de invasão dos aliados previam a captura de Carentan, Saint-Lô, Caen e Bayeux no primeiro dia, com todas as praias (exceto Utah) ligadas com uma linha de frente entre dez a dezesseis quilômetros das praias; nenhum destes objetivos foi alcançado. As cinco praias não foram ligadas até 12 de junho, quando os aliados tinham uma frente com cerca de 97 quilômetros de comprimento e 24 quilômetros de largura. Caen, um objetivo importante, ainda estava nas mãos dos alemães no final do Dia D e não seria completamente capturado até 21 de julho. Cerca de 160 mil homens cruzaram o Canal da Mancha em 6 de junho, e mais de dois milhões de soldados aliados estavam na França até o final de agosto.

### Cherbourg
Na parte ocidental da ocupação, as tropas americanas deviam tomar a península do Cotentin, especialmente Cherbourg, que iria fornecer aos aliados um porto de águas profundas. O terreno atrás de Utah e Omaha é caracterizado como bocage, com cercas vivas espinhosas com 0,91 a 1,2 metro de altura e uma vala de cada lado. Muitas áreas eram adicionalmente protegidas por posições de fuzis e metralhadoras. A maioria das estradas era muito estreita para os tanques, e os alemães haviam inundado os campos atrás de Utah com água do mar por até 3,2 quilômetros da costa. As forças alemãs na península incluíam a 91.ª Divisão de Infantaria, a 243.ª e a 709.ª Divisões de Infantaria Estática. Até D+3, os comandantes aliados perceberam que Cherbourg não seria rapidamente tomada e decidiram isolar a península para evitar que novos reforços fossem trazidos. Depois das tentativas frustradas por parte da inexperiente 90.ª Divisão de Infantaria dos Estados Unidos, o general J. Lawton Collins designou a 9.ª Divisão de Infantaria para a tarefa. Eles chegaram à costa ocidental de Cotentin em 17 de junho, isolando Cherbourg. A 9.ª Divisão, que se uniu às 4.ª e 79.ª Divisões de Infantaria, assumiu o controle da península, com violentos combates a partir de 19 de junho, e Cherbourg foi capturada em 26 de junho. Naquela altura os alemães haviam destruído as instalações portuárias, que só retornaram a pleno funcionamento em setembro.

### Caen

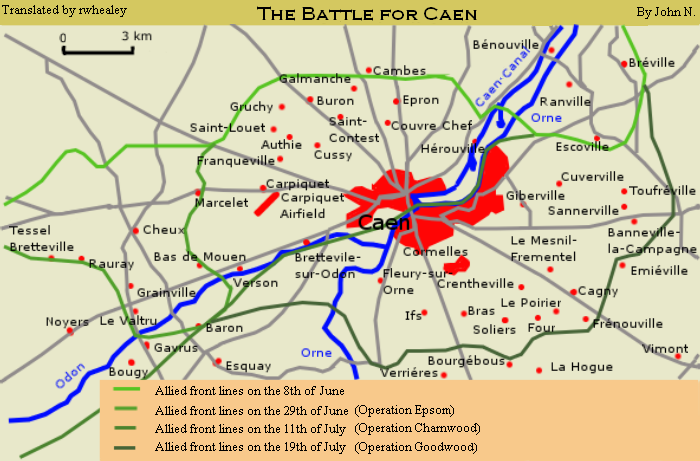
Operações na Batalha de Caen.

Combates na área de Caen contra a 21.ª Divisão Panzer, a 12.ª Divisão Panzer SS Hitlerjugend e de outras unidades logo chegaram a um impasse. Durante a Operação Perch, a XXX Corps tentou avançar para o sul para Monte Pinçon. Eles logo abandonaram a aproximação direta em favor de um ataque de pinça para cercar Caen. A XXX Corps tentou uma jogada de flanco a partir de Tilly-sur-Seulles para Villers-Bocage, enquanto a I Corps tentou flanquear Caen a partir do leste. O ataque da I Corps foi rapidamente interrompido, enquanto a XXX Corps rapidamente capturou Villers-Bocage. Os elementos avançados da força britânica foram emboscados, iniciando uma batalha de um dia inteiro, a Batalha de Villers-Bocage, e depois a Batalha da Caixa. Os britânicos foram forçados a se retirar para Tilly-sur-Seulles. Após um atraso por causa de tempestades entre 17 e 23 de junho, a Operação Epsom foi iniciada em 26 de junho, uma tentativa por parte da VIII Corps de atacar Caen a partir do sudoeste e estabelecer uma cabeça-de-ponte ao sul de Odon. Embora a operação não tenha tomado Caen, os alemães sofreram perdas pesadas de tanques depois de colocar todas as unidades Panzer disponíveis para a operação. Gerd von Rundstedt foi dispensado em 1 de julho e substituído como Oberbefehlshaber West pelo marechal-de-campo Günther von Kluge, após observar que a guerra já estava perdida. Os subúrbios do norte de Caen foram bombardeados na noite de 7 de julho e, em seguida, ocupados a norte do rio Orne na Operação Charnwood em 8 e 9 de julho. Duas ofensivas, a Operação Atlantic e a Operação Goodwood, entre 18 e 21 julho, capturaram o resto de Caen e o terreno alto a sul, quando a cidade estava quase totalmente destruída. Hitler sobreviveu a uma tentativa de assassinato em 20 de julho.

### Operação na Normandia
Depois de garantir o território na Península do Cotentin até o sul de Saint-Lô, os aliados iniciaram a Operação Cobra em 25 de julho, e avançaram mais ao sul até Avranches até 1 de agosto. O Terceiro Exército de Patton, ativado em 1 de agosto, rapidamente controlou a Bretanha e o território ao sul até o rio Loire, enquanto o Primeiro Exército manteve a pressão para o leste em direção a Le Mans para proteger seu flanco. Em 3 de agosto Patton e o Terceiro Exército foram capazes de deixar uma pequena força na Bretanha e seguir para o leste em direção à maior concentração das forças alemãs ao sul de Caen. Enquanto isso, os britânicos iniciaram a Operação Bluecoat em 30 de julho para garantir Vire e o terreno alto do Monte Pinçon. Apesar das objeções de Kluge, em 4 de agosto Hitler ordenou uma contraofensiva, a Operação Lüttich, de Vire para Avranches.

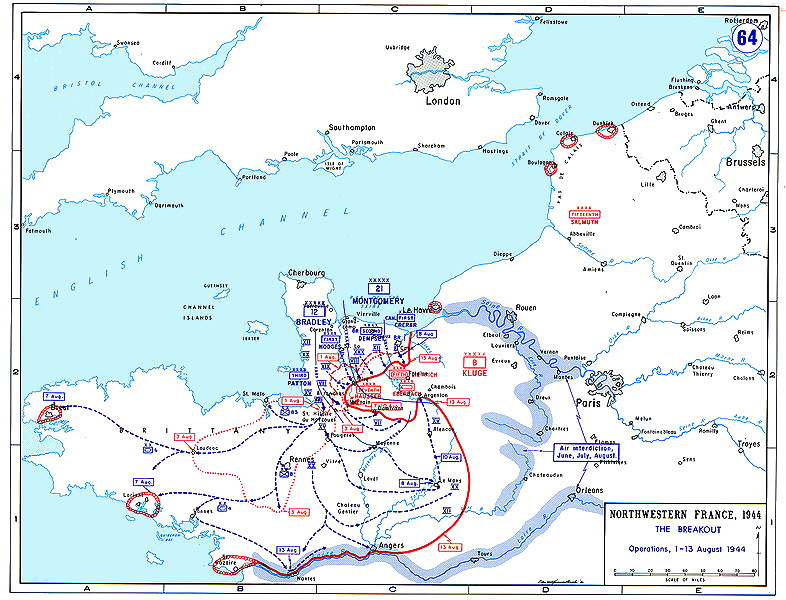
Mapa mostrando a Operação na Normandia e a formação do Bolsa de Falaise, agosto de 1944.

Enquanto o II Corpo Canadense avançava do sul de Caen para Falaise, na Operação Totalize em 8 de agosto, Bradley e Montgomery perceberam que havia uma oportunidade para encurralar os alemães em Falaise. O Terceiro Exército de Patton continuou o cerco pelo sul, atingindo Alençon no dia 11. Embora Hitler continuasse a insistir, até o dia 14, que sua tropas contra-atacassem, Kluge e o seus oficiais começaram a planejar uma retirada para leste. As forças alemãs foram severamente prejudicadas pela insistência de Hitler em tomar todas as decisões importantes ele mesmo, o que deixou as suas forças sem ordens por períodos de até 24 horas, enquanto as informações eram enviadas para a residência dele em Obersalzberg na Baviera. Na noite de 12 de agosto, Patton perguntou a Bradley se suas forças deveriam continuar em direção ao norte, para fechar a lacuna e cercar as forças alemãs. Bradley recusou, porque Montgomery já havia encarregado o Primeiro Exército canadense de tomar o território a partir do norte. Os canadenses encontraram forte resistência e capturaram Falaise em 16 de agosto. A lacuna foi fechada em 21 de agosto, aprisionando cinquenta mil soldados alemães, mas mais de um terço do 7.° Exército e nove das onze divisões Panzer conseguiram escapar para o leste. A tomada de decisões de Montgomery sobre a lacuna de Falaise foi criticada, na época, por comandantes americanos, especialmente Patton, apesar de Bradley ter sido mais simpático, acreditando que Patton não teria sido capaz de fechar a lacuna. A questão tem sido objeto de muita discussão entre os historiadores, com críticas similares em relação às forças americanas, britânicas e canadenses. Hitler dispensou Kluge de seu comando do Oberbefehlshaber West em 15 de agosto e o substituiu pelo marechal-de-campo Walter Model; Kluge cometeu suicídio em 19 de agosto, quando Hitler ficou sabendo do seu envolvimento no atentado de 20 de julho. Uma invasão no sul da França, a Operação Dragão, foi iniciada em 15 de agosto.
A Resistência francesa em Paris se levantou contra os alemães em 19 de agosto. Eisenhower inicialmente queria contornar a cidade para conseguir outros objetivos, mas em meio a relatos de que os cidadãos estavam passando fome e a intenção declarada de Hitler de destruir a cidade, Charles de Gaulle insistiu que ela deveria ser tomada imediatamente. As forças francesas da 2.ª Divisão Blindada do general Philippe Leclerc de Hauteclocque chegaram do oeste em 24 de agosto, enquanto a 4.ª Divisão de Infantaria dos Estados Unidos pressionou a partir do sul. Combates espalhados continuaram durante toda a noite, e na manhã de 25 de agosto Paris foi libertada.
As operações continuaram nos setores britânicos e canadenses até o final do mês. Em 25 de agosto, a 2.ª Divisão Blindada dos Estados Unidos lutou a caminho de Elbeuf, fazendo contato com as divisões blindadas dos britânicos e canadenses. A 2.ª Divisão de Infantaria canadense avançou para Forêt de la Londe na manhã de 27 de agosto. A área foi fortemente defendida, e as 4.ª e 6.ª brigadas canadenses sofreram pesadas baixas ao longo de três dias, com os alemães travando uma ação de atraso em terreno adequado para a defesa. Os alemães se retiraram no dia 29, atravessando o Sena no dia 30. Na tarde do dia 30, a 3.ª Divisão de Infantaria canadense atravessou o rio Sena, perto de Elbeuf, e entrou em Rouen para uma recepção eufórica.

## Fim da campanha
Eisenhower assumiu o comando direto de todas as forças terrestres dos aliados em 1 de setembro. Preocupado com contra-ataques dos alemães e o limitado material chegando na França, ele decidiu continuar as operações em uma frente ampla em vez de tentar investidas estreitas. A ligação das forças da Normandia com as forças aliadas no sul da França ocorreu em 12 de setembro, como parte do avanço para a Linha Siegfried. Em 17 de setembro, Montgomery iniciou a Operação Market Garden, uma tentativa frustrada das tropas aerotransportadas anglo-americanas para capturar pontes nos Países Baixos para permitir que as forças de terra cruzassem o Reno para a Alemanha. O avanço aliado desacelerou devido à resistência alemã e à falta de suprimentos (especialmente combustível). Em 16 de dezembro, os alemães iniciaram a Ofensiva das Ardenas, a sua última grande ofensiva da guerra na Frente Ocidental. Uma série de ações soviéticas bem-sucedidas começou com a Ofensiva no Vistula–Oder em 12 de janeiro. Hitler se suicidou no dia 30 de abril, quando as tropas soviéticas se aproximavam de seu Führerbunker em Berlim, e a Alemanha se rendeu no dia 7 de maio de 1945.

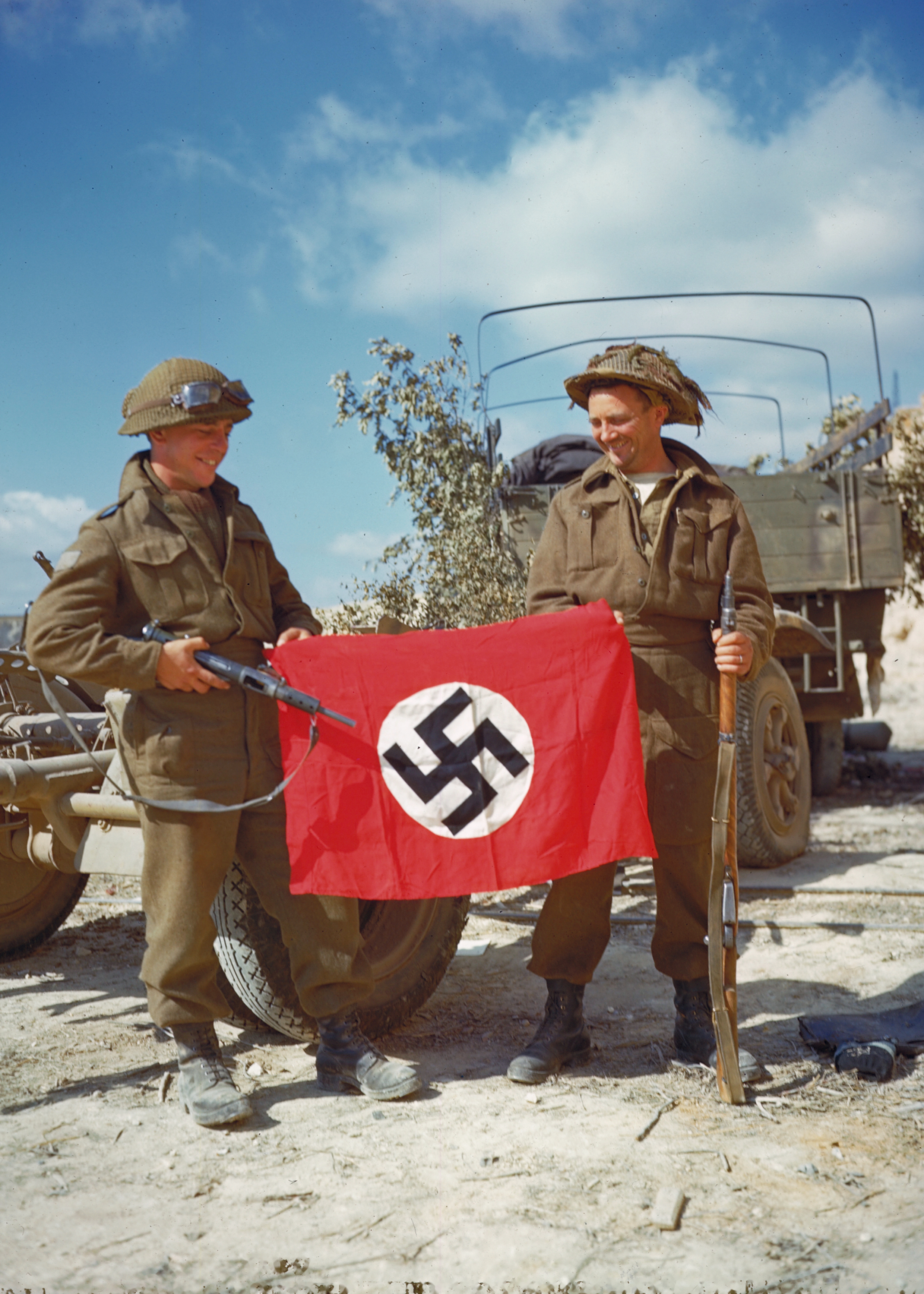
Soldados canadenses com uma bandeira nazista capturada.

Os desembarques da Normandia foram a maior invasão marítima da história, com cerca de 5 mil embarcações de desembarque e ataque, 289 navios de escolta, e 277 caça-minas. Eles aceleraram o fim da guerra na Europa ao forçarem a retirada de tropas alemãs da Frente Oriental, que poderiam ter atrasado o avanço soviético. A abertura de uma nova frente na Europa Ocidental foi um golpe psicológico tremendo para as forças militares da Alemanha, que temiam uma repetição de uma guerra de duas frentes como aconteceu na Primeira Guerra Mundial. Os desembarques da Normandia também marcaram o início da "corrida pela Europa" entre as forças soviéticas e as potências ocidentais, que alguns historiadores consideram o início da Guerra Fria.
A vitória na Normandia resultou de vários fatores. Os preparativos alemães ao longo da Muralha do Atlântico foram apenas parcialmente concluídos; pouco antes do Dia D, Rommel informara que apenas dezoito por cento das construções haviam sido concluídas, e em algumas áreas os recursos haviam sido desviados para outro lugar. As operações falsas realizadas na Operação Fortitude foram bem-sucedidas, obrigando os alemães a defender uma enorme extensão da costa. Os aliados mantiveram a superioridade aérea, o que significou que os alemães foram incapazes de fazer observações aéreas dos preparativos em curso na Grã-Bretanha e não foram capazes de interferir através de ataques de bombardeiros. A infraestrutura de transporte da França foi severamente destruída pelos bombardeiros aliados e pela Resistência Francesa, tornando difícil para os alemães  trazer reforços e suprimentos. Grande parte da artilharia inicial errou o alvo ou não foi suficientemente concentrada para ter qualquer impacto, mas os blindados especiais funcionaram bem, exceto em Omaha, fornecendo apoio de artilharia muito próximo para as tropas que desembarcaram nas praias. A indecisão e a estrutura de comando muito complicada do alto comando alemão também foi um fator para o sucesso dos aliados.

## Baixas

### Aliados

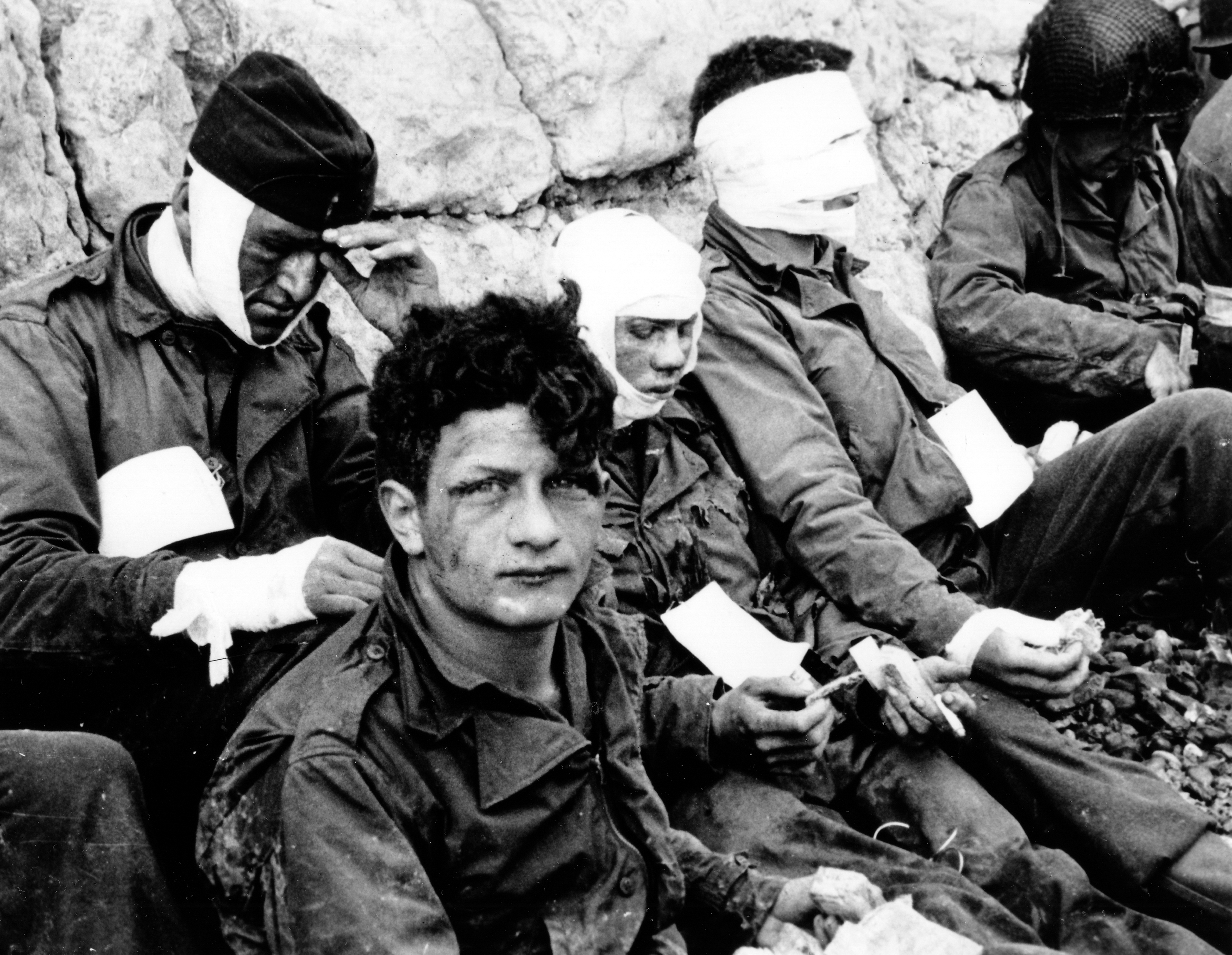
Soldados americanos feridos durante a invasão de Omaha.

Os custos da campanha da Normandia foram altos para ambos os lados. Desde o Dia D até 21 de agosto, os aliados desembarcaram 2 052 299 homens no norte da França. Os aliados sofreram 209 672 baixas de 6 de junho até o final de agosto, incluindo 36 976 mortos, 153 475 feridos e 19 221 desaparecidos. Os britânicos, canadenses e poloneses tiveram 16 138 mortos, 58 594 feridos e 9 093 desaparecidos, num total de 83 825 baixas. Os americanos tiveram 20 838 mortos, 94 881 feridos e 10 128 desaparecidos, num total de 125 847 baixas. Os aliados perderam 4 101 aeronaves e tiveram 16 714 aviadores mortos ou desaparecidos. As perdas de tanques dos aliados foram estimadas em 4 000, dos quais aproximadamente metade estava lutando em unidades americanas.

### Alemanha

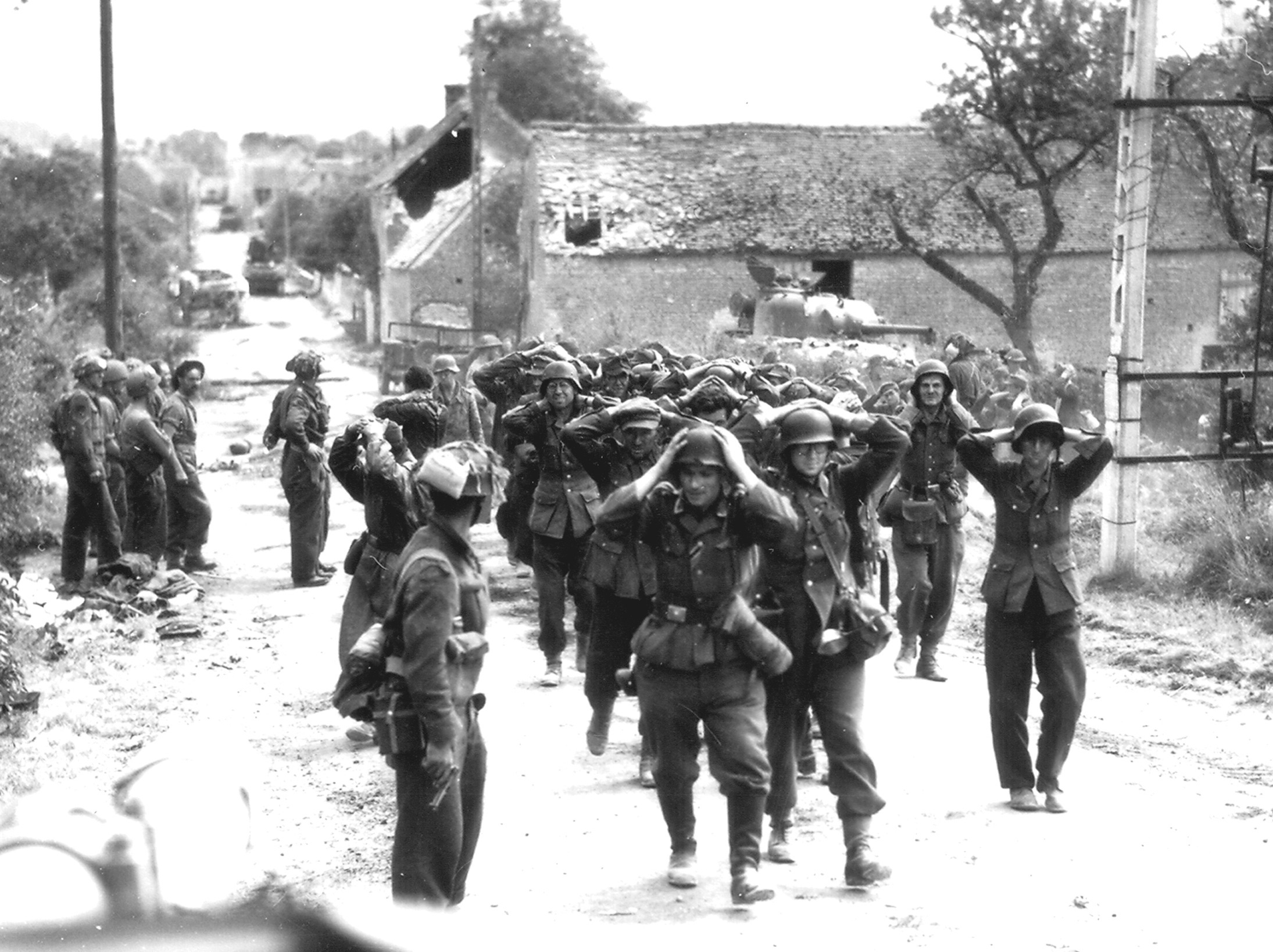
Soldados alemães rendidos em Saint-Lambert-sur-Dive, 21 de agosto de 1944.

As forças alemãs na França relataram perdas de 158 930 homens entre o Dia D e 14 de agosto, pouco antes do início da Operação Dragão no sul da França. Na ação no Cerco de Falaise, cinquenta mil homens se perderam, dos quais dez mil morreram e quarenta mil foram capturados. As estimativas de perdas alemãs na campanha da Normandia variam de quatrocentos mil (duzentos mil mortos ou feridos e duzentos mil capturados) a 450 mil (240 mil mortos, feridos ou desaparecidos e 210 mil capturados).
Não existem números exatos relativos às perdas de tanques alemães na Normandia. Aproximadamente 2,3 mil tanques e canhões de assalto foram usados na batalha, dos quais apenas cem a 120 cruzaram o Sena no final da campanha. Enquanto as forças alemãs relataram apenas 481 tanques destruídos entre o Dia D e 31 de julho, uma pesquisa realizada pela Seção N°2 de Investigação Operacional do 21.° Grupo de Exército indica que os aliados destruíram cerca de 550 tanques de junho a julho e outros 500 em agosto, numa perda total de 1 050 tanques. As perdas da Luftwaffe chegaram a 2 127 aeronaves.

### População civil e os edifícios históricos da França
Durante a libertação da Normandia, entre 13 632 e 19 890 civis franceses foram mortos, e muitos mais ficaram seriamente feridos. Além daqueles que morreram durante a campanha, estima-se que entre 11 mil e 19 mil normandos tenham sido mortos durante o bombardeio pré-invasão. Um total de 70 mil civis franceses foram mortos durante todo o curso da guerra. As minas terrestres e munições explosivas não detonadas continuaram a infligir baixas sobre a população normanda após o final da campanha.

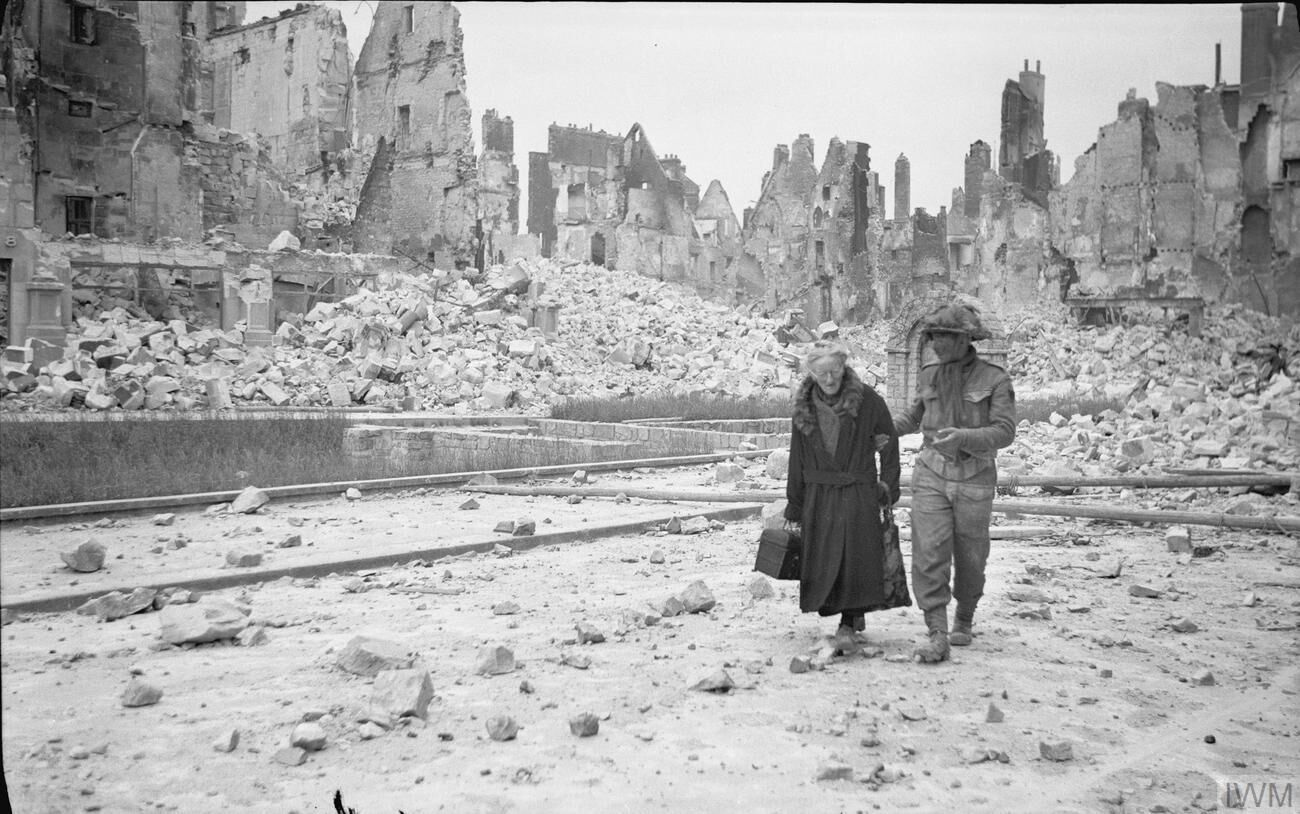
Um soldado britânico escoltando um civil em Caen, julho de 1944.

Antes da invasão, SHAEF emitiu instruções (mais tarde a base para o Protocolo I da Convenção de Haia de 1954) enfatizando a necessidade de limitar a destruição de locais de patrimônio histórico francês. Estes locais, relacionados nas listas oficiais de Assuntos Civis, não eram para ser usados pelos soldados sem a autorização recebida dos escalões superiores da cadeia de comando. No entanto, torres de igrejas e outros edifícios de pedra em toda a área foram danificados ou destruídos para evitar que fossem usados pelos alemães. Foram feitos esforços para evitar que os trabalhadores de reconstrução utilizassem escombros das ruínas importantes para reparar estradas, e para procurar artefatos. A tapeçaria de Bayeux e outros tesouros culturais importantes haviam sido armazenados no Château de Sourches perto de Le Mans desde o início da guerra, e sobreviveram intactos. As forças alemãs de ocupação também mantiveram uma lista de edifícios protegidos, mas sua intenção era manter as instalações em boas condições para uso como alojamento pelas tropas alemãs.
Muitas cidades e vilas na Normandia foram totalmente devastadas pelos combates e bombardeios. Até o final da Batalha de Caen restavam apenas 8 mil acomodações habitáveis para uma população de mais de 60 mil. Das 18 igrejas listadas em Caen, 4 foram seriamente danificadas e 5 foram destruídas, juntamente com mais 66 outros monumentos listados. No departamento de Calvados (localização na praia da Normandia), 76 mil civis ficaram desabrigados. Dos 210 civis judeus de Caen antes da guerra, apenas um sobreviveu à guerra.
O saque foi uma preocupação com todos os lados participando, fossem os alemães em retirada, os invasores aliados (por exemplo, as forças britânicas saquearam o Musée des Antiquaires em Caen e o Château d'Andrieu em Bayeux), e a própria população francesa local. Saques nunca foram tolerados pelas forças aliadas, e os perpetradores foram punidos.

## Memoriais de guerra e turismo
As praias da Normandia ainda são conhecidas por seus codinomes na invasão. Lugares significativos têm placas, memoriais ou pequenos museus, com guias e mapas disponíveis. Algumas das fortificações alemãs permanecem preservadas; Pointe du Hoc, em particular, mudou muito pouco desde 1944. Os restos do porto Mulberry B ainda está no mar em Arromanches. Vários grandes cemitérios na área servem como local de descanso final para muitos dos soldados aliados e alemães mortos na campanha da Normandia.